# Gila nigra
Gila nigra är en fiskart som beskrevs av Cope, 1875. Gila nigra ingår i släktet Gila och familjen karpfiskar. Inga underarter finns listade i Catalogue of Life.